# Якубов, Насыр Норович
Насыр Норович Якубов (узб. Nasirdjan Norovich Yakubov; род. 6 сентября 1943, Самарканд) — советский и узбекский политический деятель, ныне на пенсии.

## Биография
Работал первым секретарем Самаркандского обкома ЛКСМ Узбекистана, первым секретарем Багишамальского, Железнодорожного, Сиабского районов города Самарканда, а позже первым секретарем Самаркандского горкома КПСС.
28 мая 1993 по 2000 — Чрезвычайный и Полномочный Посол в Казахстане. Имеет статус Чрезвычайного посланника республики Узбекистан II ранга. Награждён орденами и медалями СССР,Ватикана, России,Узбекистана,Казахстана и Афганистана.
В 1998 году Римский Папа Иоанн Павел II присвоил звание — Рыцарь Командор, с вручением ордена Св. Григория и шпаги (II спепени).
Имеет звание кандидата исторических наук.
На сегодняшний день проживает в Ташкенте.